# Donald Woods Winnicott
Donald Woods Winnicott (Plymouth, 7 de abril de 1896-Londres 25 de enero de 1971) fue un pediatra, psiquiatra y psicoanalista inglés.

## Biografía

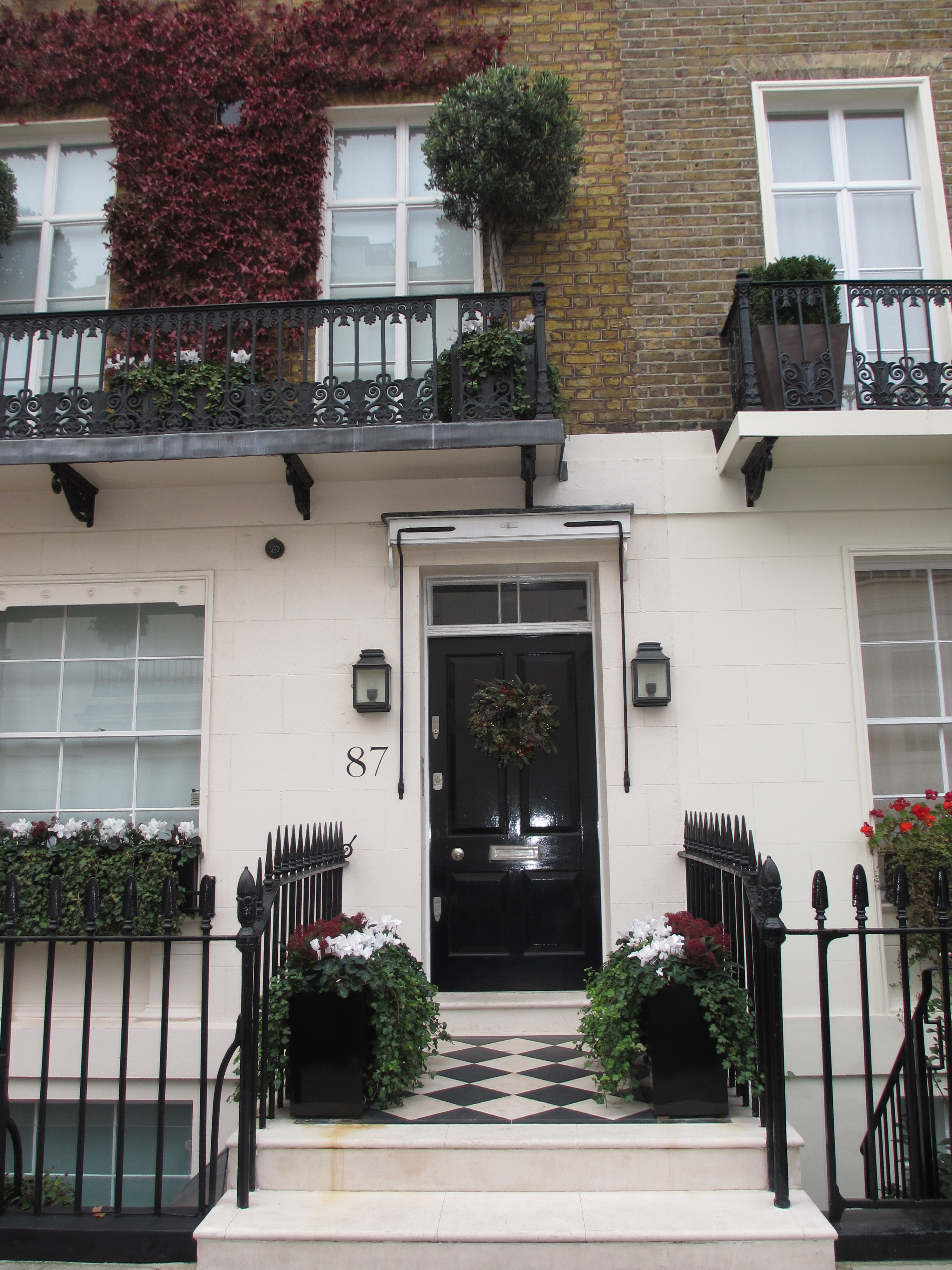
Casa de Winnicott, Chester Square (Belgravia), 1951-1971.

Nació en Plymouth, ciudad del condado de Devon, en el seno de una familia de clase media alta que profesaba la confesión metodista, siendo su padre Sir Frederick Winnicott (próspero comerciante y en varias ocasiones alcalde de Plymouth) y su madre Elizabeth Martha (Woods) Winnicott.
D. Winnicott inició sus estudios de medicina cuando aún cursaba en la Leys School, y los continuó en el Jesus College casi al mismo tiempo que comenzaba sus estudios en la universidad de Cambridge. Debió hacer una pausa en tales estudios al servir como cirujano en un navío destructor durante la Primera Guerra Mundial, esto es, durante el lapso 1914-1918.[cita requerida]
Pudo graduarse con el título de doctor médico especializado en pediatría en 1920, y comenzó a trabajar como pediatra en 1923 en el Paddington Green Children's Hospital de Londres. Ese mismo año contrajo matrimonio con Alice Taylor, de quien se divorciaría en 1951 para casarse con Elsie Clare Nimmo Britton (trabajadora social y psicoanalista). También en 1923 inició su propio análisis con James Strachey, y Joan Riviere fue su segunda analista.[cita requerida]
Durante más de cuarenta años se dedicó a la pediatría. Casi paralelamente, se desempeñó como psicoanalista, y llevó a cabo una productiva síntesis de ambas profesiones. En 1927 ingresó a la Sociedad Psicoanalítica Británica. Se supervisó con Melanie Klein y atendió como paciente a uno de sus hijos.[cita requerida]
En 1940, fue uno de los pocos que se opuso (apoyándose en la ciencia) al uso de terapia electroconvulsiva. Fue presidente de la Sociedad Psicoanalítica Británica, entre 1956 y 1959 y nuevamente entre 1965 y 1968.[cita requerida]
Falleció de un infarto agudo de miocardio en 1971.[cita requerida]

## Obra

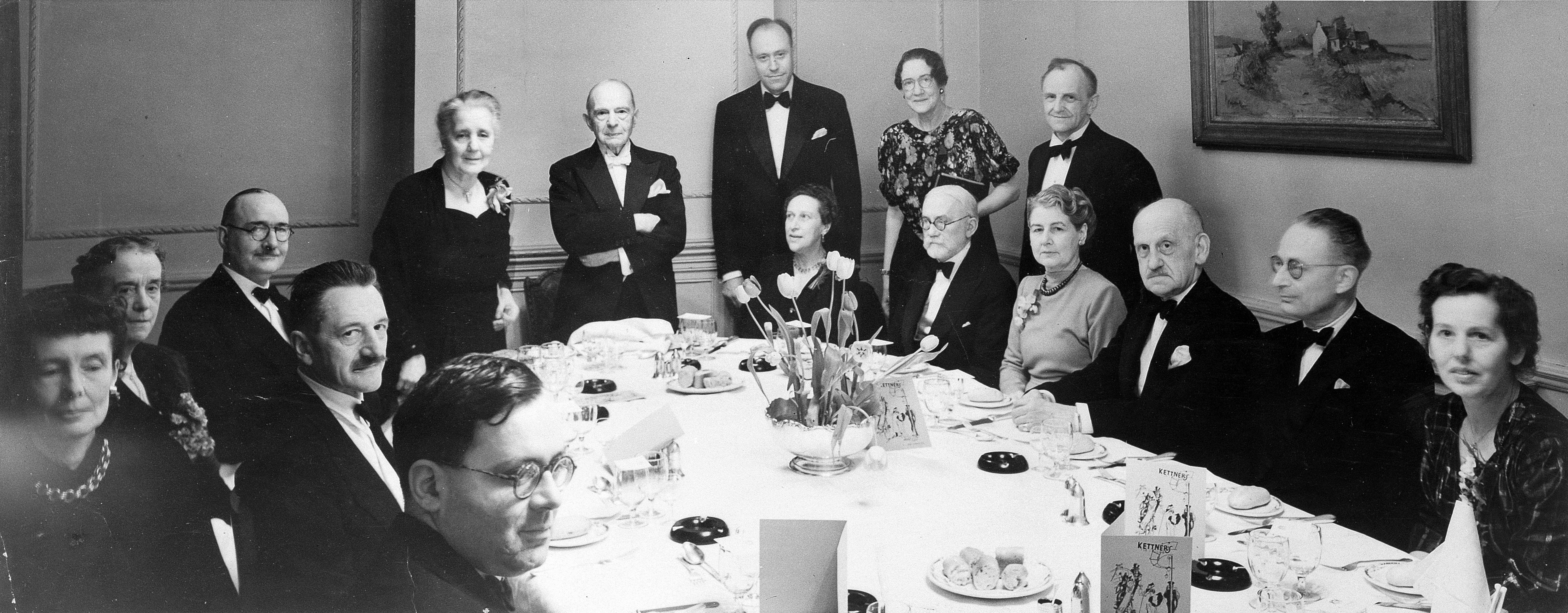
70.º aniversario de Melanie Klein, organizado por Ernest Jones, donde Winnicott aparece de pie a la derecha de la imagen, 1952.

Su obra fue original; centró sus estudios en la relación madre-lactante y la evolución posterior del sujeto a partir de tal relación.
A partir del nacimiento no se puede decir que el neonato o bebé es una unidad psíquica. Durante el primer año de vida, la díada madre-infante constituyen una unidad. La madre es el primer entorno del infante. Si todo recién nacido sano tiene una tendencia innata a desarrollarse como una persona total y creadora, ha de poseer sin embargo un entorno inicial como base para tal desarrollo. En los primeros meses de vida (especialmente durante el período de la lactancia), el entorno es casi sinónimo de la madre. En ese momento, la intervención del padre está mediatizada por la madre y, en un primer momento, el padre cumple la función de favorecer al entorno: el padre interviene ayudando a la madre y preservando a la díada madre-lactante, aportando a la madre (en cuanto entorno) sentimientos de seguridad y de amor que ésta transmite al hijo.
Sin embargo, bien observa Winnicott que un exceso de apego entre la madre y el hijo es patológico; la preocupación maternal primaria suele ser espontánea, lo que importa es que en ella se dé un equilibrio entre una madre suficientemente buena y una "madre banalmente dedicada" al niño. Una madre suficientemente buena es aquella que es capaz de dar cabida al desarrollo del verdadero yo del niño, es decir acoger su gesto espontáneo, en el sentido de lo que el niño quiere expresar, e interpretar su necesidad y devolvérsela como gratificación. A partir de la frustración va emergiendo en el niño un falso yo, que tiene función adaptativa, como una suerte de acercamiento a un principio de realidad. Este Falso Yo puede darse en diferentes grados, desde el menor que correspondería a un tipo de adaptación a las normas sociales, hasta grados más patológicos que se alejan de lo intrínsecamente propio del sujeto, como mera adaptación.
La madre en un principio debe Ilusionar al bebe para Desilusionarlo gradualmente. Esto quiere decir que el bebé, ante su necesidad de comer, es acogido por la madre y ésta le ofrece su pecho para alimentarlo, de tal modo que se dispone una situación donde el lactante tiene la ilusión de que el pecho fue creado por él y que es parte de él. Pero a medida que la madre lo desilusiona o lo desgratifica, el bebé va percibiendo que no es uno con la madre, disponiéndose a entrar en contacto gradualmente con la realidad y su subjetividad.
Como consecuencia de tal equilibrio, el infante percibe la medida de su dependencia y adquiere la capacidad de hacer notar sus necesidades al entorno. Todas sus potencialidades se irán desarrollando e irá descubriendo gradualmente la inexistencia del carácter unitario con la madre, con el efecto concomitante que de ello se deriva, el hecho de que la madre deja de parecerle "perfecta".
Al producirse la ruptura de la unidad madre-lactante, el niño logra ir independizándose mediante espacios, fenómenos y objetos transicionales. Winnicott descubre que espacios, fenómenos y —sobre todo— objetos transicionales son factores substitutivos que —en un principio ilusoriamente— substituyen (lacanianamente se diría: metaforizan) a la madre. Un juguete preferido del niño es un ejemplo de objeto transicional. Las actitudes que en este momento tiene el niño junto a los fenómenos y a los objetos transicionales, le sirven de nuevo entorno y de base para lograr paulatinamente su autonomía y autosuficiencia.
De lo que Winnicott observa en la relación primera madre-niño obtiene conclusiones para sus métodos de práctica psicoanalítica: por ejemplo el llamado setting (disposición) analítico y la relación soñar-soñado.
1. En el setting se busca que el paciente logre —tras una "regresión" momentánea a los cruciales años de su infancia— demostrar su "modo de soñarse".
2. En tanto que en el psicoanálisis se produce una momentánea regresión (para lograr una eficaz anámnesis), también —teoriza Winnicott— es menester tener en cuenta la noción de holding (tenencia, pertenencia, valores habidos) ya que la relación analista-paciente crea de un modo espontáneo (particularmente en el segundo) una fuerte relación emocional de dependencia. El buen analista debe ayudar al paciente a liberarse de la misma y la plena liberación de tal dependencia (que evoca a las dependencias que el sujeto ha tenido en su infancia) será un signo de la curación.

## Conceptos centrales en Winnicott

### Verdadero y Falso Self
Winnicott usa el término 'self' para describir tanto el 'yo' como el 'self-como-objeto', y lo hace como una organización psicosomática que emerge desde un estado arcaico no-integrado en etapas graduales.

#### Verdadero self
Solamente el verdadero self puede ser creativo y solamente él puede sentirse real.
Muy cerca de la idea de Ello propuesta por Sigmund Freud, y originado en el funcionamiento de lo somático, para Winnicott el verdadero self es el corazón instintivo de la personalidad, la capacidad de cada infante para reconocer y representar sus necesidades genuinas con expresión propia.
Aparece espontáneamente en cada persona y se relaciona con el sentido de integridad y de continuidad.
Este espontáneo self y su experiencia de sentirse vivo es el núcleo de la autenticidad.

El self verdadero surge de los tejidos y las funciones corporales, incluso de la acción del corazón y de la respiración. Está estrechamente vinculado con la idea del proceso primario, y al principio es esencialmente noreactivo a los estímulos externos, sino primario.

El verdadero self arcaico irá evolucionando hacia la gestación de un mundo interno original y personal, y ello será así si la satisfacción de las necesidades no obstaculiza la continuidad de la existencia.
Cuando el infante expresa su gesto espontáneo es indicación de la existencia de un potencial verdadero self: este comenzará a tener vida a través de la fuerza transmitida al débil yo del infante por la madre receptiva. Este proceso de desarrollo depende de la actitud y del comportamiento de la madre: la madre suficientemente buena es repetidamente receptiva a la ilusión de omnipotencia de su pequeño y hasta cierto punto la entiende, le da un sentido. Esta aceptación repetida supondrá para el pequeño una ilusión de verdad, con lo que el verdadero self se va consolidando.
El verdadero self solamente florecerá en respuesta al repetido éxito de la complicidad de la madre ante el gesto espontáneo del infante, de este modo el niño irá creyendo en esa realidad externa que no parece entrar en competencia con su omnipotencia.

#### Falso self
Es una estructura de defensa que asume prematuramente las funciones maternas de cuidado y protección, de modo que el pequeño se adapta al medio a la par que protege a su verdadero self, la fuente de sus impulsos más personales, de supuestas amenazas, heridas o incluso de la destrucción.
Si la madre no es suficientemente buena y no es capaz de sentir y responder suficientemente bien a las necesidades del pequeño, sustituirá el gesto espontáneo de aquel por una conformidad forzada con su propio gesto materno, de ese modo esta repetida conformidad llega a ser la base del más temprano modo de falso self.
En la base de esta temprana, y en cierto modo fallida, relación con la madre está la incapacidad de ésta para sintonizar, para entrar en resonancia, para afinar con lo más genuino de su pequeño.
El complaciente falso self reacciona a las demandas del entorno y el pequeño parece acatarlas.
Mediante este proceso se irá construyendo un conjunto de falsas relaciones, y a través de repetidas introyecciones incluso alcanzará a mostrarse como algo real, por ello el niño puede querer crecer para ser como la madre, la niñera, la tía, el hermano o quienquiera que domine la escena.
El falso self es una máscara de la falsa persona que constantemente intenta conseguir anticiparse a la demanda del otro, para mantener la relación: se está empleando cada vez que se ha de cumplir con normas exteriores, como ser educado o seguir códigos sociales.
Todo ello es un proceso inconsciente y el falso self llega a ser confundido con el verdadero por los otros, incluso por el 'yo'. Bajo la apariencia de éxito, de triunfo social, podrán aparecer sentimientos de irrealidad, sensaciones de no estar realmente vivo, de infelicidad, de no existir realmente.
Para Winnicott, en cada persona habría un falso y un verdadero self, y su organización puede ser entendida como una serie complementaria más desde el saludable hasta el patológico falso self: en el primer caso los aspectos socialmente indispensables, en el último la enfermedad.
El verdadero self, que en la salud expresa la autenticidad y la vitalidad de la persona, estará siempre en parte, o en su totalidad, oculto.
Mientras que el verdadero self hace sentirse real, el falso self tiñe la existencia de un sentimiento de irrealidad, de futilidad. Si se percibe funcionante, tanto la persona como la sociedad, consideran el falso self como saludable: el 'saludable' falso self puede hacer sentir que es aún más verdadero que el verdadero self.
La temprana interrupción de la experiencia de omnipotencia infantil perjudica el desarrollo de la capacidad de simbolización, por el bloqueo de la formación de símbolos.
El pequeño se ve abocado a la sumisión, a la imposición aplastante de una realidad que no deja hueco a la ilusión, y de este modo se compromete o desaparece la creatividad.
Cada individuo necesitará ciertas relaciones o actividades con las que conectar con su propio mundo interno, con su espontaneidad y creatividad propias, sin la exigencia de estar integrado.
Se podría entender el estrés desde estas premisas como la permanente vigencia de los repetidos y agotadores estímulos externos, y la consecuente incapacidad de conexión consigo mismo.
En caso de gran separación entre verdadero y falso self, lo que hace desaparecer por completo al verdadero self, suele advertirse una pobre capacidad para la simbolización y una vida culturalmente muy empobrecida.
Así ocurre en algunas personas extremadamente inquietas o impacientes, con poca capacidad de concentración y gran necesidad de reaccionar a las demandas de la realidad externa, al tiempo que sintiendo malestar consigo mismas.

### Funciones maternas
Winnicott –un autor que atiende el movimiento emocional– antepone el concepto de función frente al del sujeto que la realiza (madre, padre o sustituto). La función implica una acción, un movimiento que posibilita un proceso, más allá del individuo concreto, biológico, que realiza el cuidado materno. De ahí que la función materna puede ejercerla, indistintamente, todo aquel que tenga condiciones y disposición para hacerla.
Las funciones maternas primordiales son tres: el sostenimiento o sostén (holding), la manipulación o manejo (handling), y la presentación objetal (objet-presenting). Estas tres funciones determinan, de forma correlativa, una forma de desarrollo en el bebé: un primer proceso de integración, en la fase de dependencia absoluta; un proceso de personificación en aras de la unidad psiquesoma; y un proceso de realización, que fundamenta la capacidad de establecer relaciones interpersonales.

#### Sostenimiento (Holding)
La función del sostenimiento es un factor básico del cuidado materno que corresponde al hecho de sostenerlo (emocionalmente) de manera apropiada. “Por mi parte –dice DWW–, me conformo con utilizar la palabra sostén y con extender su significado a todo lo que la madre es y hace en este período [dependencia absoluta]” (“La madre de devoción corriente”. En: Los bebés y sus madres. Paidós, Buenos Aires, 1990, p. 23).
El término procede del verbo “hold”: sostener; amparar, contener. La expresión “sosteniendo al bebé” la toma Winnicott de una expresión coloquial inglesa que alude a alguien que coopera con otro en una tarea, se marcha y le deja a uno “sosteniendo el bebé”. A lo que añade que una madre tiene un sentido de responsabilidad, y que si tiene un bebé en sus brazos está comprometida de un modo especial. Y recuerda que “sostener a un bebé es una tarea especializada” (“Saber y aprender”, ibíd., p. 35).
En el desarrollo emocional primitivo, la noción de holding describe la función de la madre que permite la continuidad del ser del bebé: todo lo que la madre es y hace con devoción corriente. La madre que sostiene al bebé con tranquilidad (sin miedo a dejarlo caer), adecuando la presión de sus brazos a las necesidades de su bebé, lo mece con suavidad, le susurra o le habla cálidamente, etcétera, proporcionándole la vivencia integradora de su cuerpo y una buena base para la salud mental. El sostenimiento facilita la integración psíquica del infante.

#### Manipulación (Handling)
Esta función “contribuye a que se desarrolle en el niño una asociación psicosomática (la unidad psiquesoma) que le permite percibir lo ‘real’ como contrario de lo ‘irreal” (La familia y el desarrollo del individuo. Hormé, Buenos Aires, 1980, p. 33). La manipulación facilita la coordinación, la experiencia del funcionamiento corporal y de la experiencia del self. La manipulación favorece la personalización del bebé.

#### Presentación objetal (Object-presenting)
Esta función consiste en mostrar gradualmente los objetos de la realidad al infante para que pueda hacer real su impulso creativo. En “La relación inicial de una madre con su bebé”, lo describe así: “La mostración de objetos o realización (esto es, hacer real el impulso creativo del niño) promueve en el bebé la capacidad de relacionarse con objetos” (La familia y el desarrollo del individuo. Hormé, Buenos Aires, 1980, p. 34).
A medida en que la madre habilita en el bebé la capacidad de relacionarse con los objetos, este despliega su capacidad de habitar el mundo. La presentación objetal promueve la realización del niño. Por el contrario, las fallas maternas bloquean el desarrollo de la capacidad del bebé para sentirse real.

## Relación con Lacan
Winnicott y Lacan establecieron una relación por correspondencia en la cual intercambiaron fructíferamente muchas de sus opiniones. Si Lacan coincide prácticamente en todo con las teorizaciones de Winnicott, descubre —y por esto recalca— la importancia de la función paterna.
En 1967, Lacan invita a Winnicott para que concurra a disertar en la Escuela Freudiana de París, pero debido a la avanzada edad que entonces tenía Winnicott, este envía como sus representantes a dos célebres discípulos suyos Ronald Laing y David Cooper (creadores de la llamada antipsiquiatría).

## Obras
- Clinical Notes on Disorders of Childhood (Londres: Heinemann, 1931)
- Getting To Know Your Baby (Londres: Heinemann, 1945)
- The Child and the Family (Londres: Tavistock, 1957)
- The Child and the Outside World (Londres: Tavistock, 1957)
- Collected Papers: Through Paediatrics to Psychoanalysis (Londres: Tavistock, 1958)
- The Child the Family and the Outside World (Londres: Pelican Books, 1964)
- The Family and Individual Development (Londres: Tavistock, 1965)
- Maturational Processes and the Facilitating Environment: Studies in the Theory of Emotional Development (Londres: Hogarth Press, 1965)
- Playing and Reality (Londres: Tavistock, 1971)
- Therapeutic Consultation in Child Psychiatry (Londres: Hogarth Press, 1971)
- The Piggle: An Account of the Psychoanalytic Treatment of a Little Girl (Londres: Hogarth Press, 1971) ISBN 0-140-1466-79

### Póstumas
- Deprivation and Delinquency (Londres: Tavistock, 1984)
- Human Nature (Winnicott Trust, 1988), cuadernos
- The Collected Works of D. W. Winnicott (Oxford University Press, 2016)

## Obras completas en castellano
- Winnicott, Donald Woods (2021-). Obras completas. Doce volúmenes en un período estimado de siete a diez años. Pólvora Editorial & Asociación Winnicott Chile.[5][6][7][8][9]

1. Volumen 1: Cartas a la familia, escritos pediátricos y la defensa maníaca (1911-1939). 2021. ISBN 978-956-9441-39-4.
2. Volumen 2: Escritos sobre guerra, niños evacuados y desarrollo emocional primitivo (1939-1945). 2022. ISBN 9789569441837.
3. Volumen 3: El odio en la contratransferencia, escritos sobre deprivación y crianza, y notas sobre el objeto transicional (1946-1951). 2023. ISBN 9789569441936.
4. Volumen 4: Escritos de metapsicología y clínica de la regresión y sostenimiento e interpretación (1952-1955). 2024.
5. Volumen 5 (1955-1959).
6. Volumen 6 (1960-1963).
7. Volumen 7 (1964-1966).
8. Volumen 8 (1967-1968).
9. Volumen 9 (1969-1971).
10. Volumen 10: Consultas terapéuticas en psiquiatría infantil.
11. Volumen 11: La naturaleza humana y Piggle.
12. Volumen 12: Apéndices y bibliografías.

### Otras ediciones
- Green, André (2008). Jugar con Winnicott. Buenos Aires: Amorrortu editores. ISBN 9789505181216.
- Kahr, Brett (1999). Donald Woods Winnicott: Retrato y biografía. Madrid: Editorial Biblioteca Nueva. ISBN 84-7030-633-2.
- Winnicott, Donald Woods (1982 (2ª edición)). Realidad y juego. Barcelona: Editorial Gedisa. ISBN 978-84-7432-056-5.
- – (1980). Psicoanálisis de una niña pequeña: the piggle. Barcelona: Editorial Gedisa. ISBN 978-84-7432-088-6.